# Furcula tibetana
Furcula tibetana är en fjärilsart som beskrevs av Alexander Schintlmeister 1998. Furcula tibetana ingår i släktet Furcula och familjen tandspinnare. Inga underarter finns listade i Catalogue of Life.